# New Hampshire (Ohio)
New Hampshire – jednostka osadnicza w Stanach Zjednoczonych, w stanie Ohio, w hrabstwie Auglaize.